# Adenauerallee 124 (Bonn)

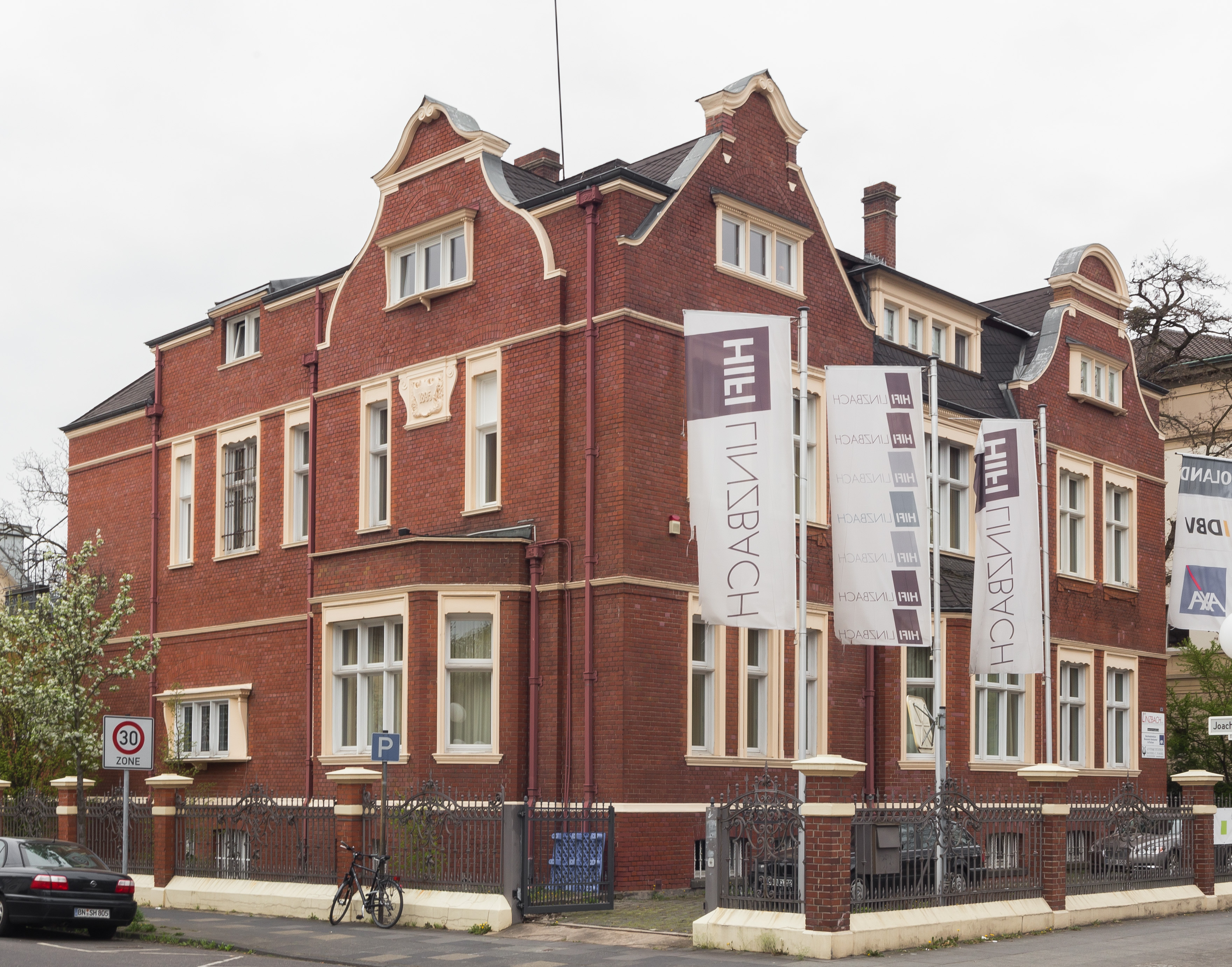
Villa Adenauerallee 124 (Bonn)

Das Gebäude Adenauerallee 124 ist eine Villa im Bonner Ortsteil Gronau, die 1895 errichtet wurde und heute als Bürogebäude dient. Sie liegt an der Westseite der Adenauerallee (Bundesstraße 9) Ecke Joachimstraße am Rande der Südstadt. Die Villa steht als Baudenkmal unter Denkmalschutz.

## Geschichte
Das Gebäude entstand nach einem Entwurf des Bonner Architekten Otto Penner (1845–1900) für den Kaufmann Eugen Schuchard. 1934 wurde es in abgeschlossene Wohnungen aufgeteilt. 1951 erfolgten ein rückwärtiger Anbau sowie weitere Wohnungsabtrennungen im Erdgeschoss und im ersten Obergeschoss.
Nachdem Bonn 1949 Regierungssitz der Bundesrepublik Deutschland geworden war, befand sich die Villa am Rande des neuen Parlaments- und Regierungsviertels. 1957 richtete hier die Republik Korea (Südkorea) die Kanzlei ihrer Gesandtschaft ein, die 1958 den Status einer Botschaft erhielt. Die Villa beheimatete bis Mitte der 1960er-Jahre auch die Residenz der Botschaft, den Wohnsitz des Botschafters. In den 1960er-Jahren war dieser Standort unter dem Botschaftsrat Yang Gegenstand von CIA-Aktivitäten, die die Entführung koreanischer Staatsbürger beinhalteten. In dem Kanzleigebäude waren bis zuletzt auch die Konsular- und die Militärabteilung der Botschaft untergebracht.
Mit der Verlegung des Regierungssitzes zog die südkoreanische Botschaft 1999 nach Berlin um, beließ aber in Bonn an anderem Standort eine Außenstelle. Das bisherige Kanzleigebäude stand nun leer, wurde von einer Vermögensverwaltungsgesellschaft erworben und aufwändig saniert. Nach einem erneuten Verkauf um 2003 beherbergen die Büroräume der Villa Privatunternehmen.
Die Eintragung des Gebäudes in die Denkmalliste der Stadt Bonn erfolgte am 25. September 2000. Ebenfalls als Teil des Anwesens unter Denkmalschutz steht die gesamte Umzäunung zu den Straßenseiten, während Anbauten aus jüngerer Zeit an der Gebäuderückseite nicht als Teil des Denkmals eingetragen sind.

## Architektur

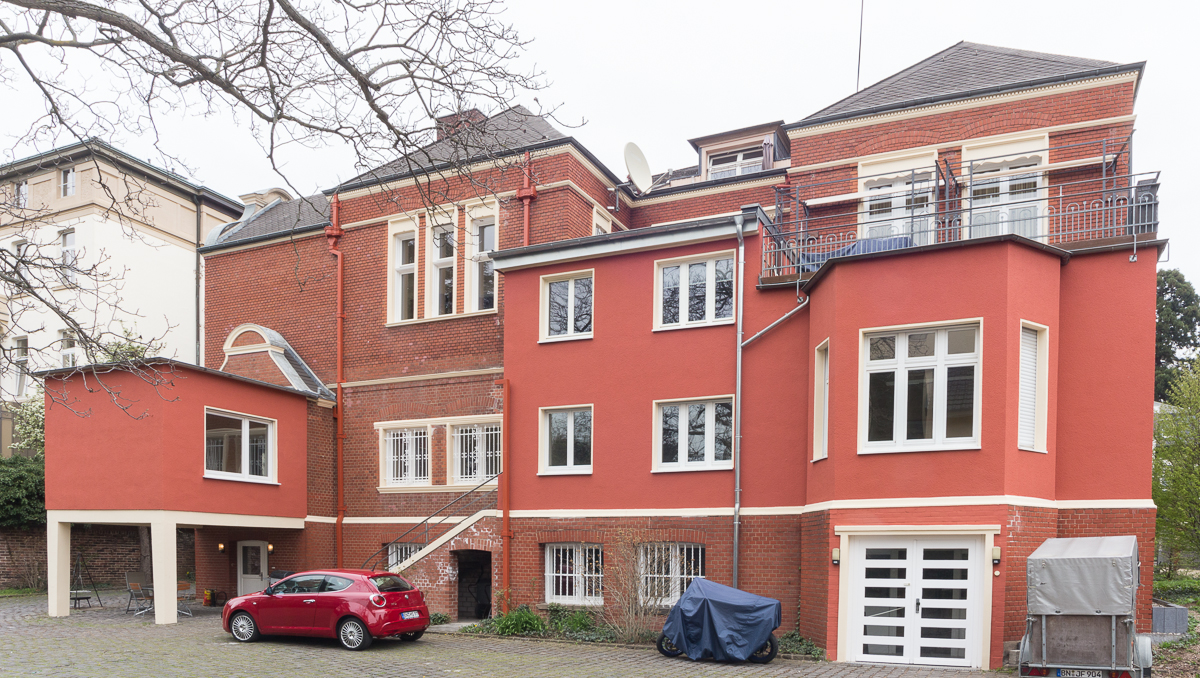
Gebäuderückseite (2013)

Das Gebäude ist ein zweigeschossiger, traufständig zur Adenauerallee gelegener Massivbau mit roter Klinkerverkleidung und Mansardwalmdach. Die Fassade wird durch Ausluchten, Erker sowie Zwerchhausgiebel geprägt und horizontal durch sandsteinfarbene Sturzgesimse gegliedert. Das Baujahr des Hauses ist an einer Stuckkartusche zwischen zwei Fensteröffnungen im Obergeschoss an der zur Joachimstraße gelegenen Gebäudeseite angebracht.
Der originale Grundriss und die wesentlichen Ausstattungsmerkmale des Gebäudes sind weitgehend erhalten. Ebenfalls im ursprünglichen Zustand erhalten ist die Einfriedung zu den Straßenseiten, die aus gemauerten Pfeilern in Klinker mit Putzgliederungen und dazwischenliegenden schmiedeeisernen Geländern mit einigen Tordurchgängen und -fahrten besteht.